# Atteinte à l'action de la justice en France
En France, l'atteinte à l'action de la justice est un délit réprimé dans le code pénal au livre IV, titre III et chapitre IV : « Des atteintes à l'action de justice ».

## Législation
L'atteinte consiste :
- soit à entraver la saisine de la justice[1] ;
- soit à entraver l'action de la justice lorsque celle-ci a été saisie[2].

D'autres atteintes sont également visées.

## Application
Parmi les atteintes, peuvent être citées par exemple :
- non-dénonciation d'un crime en train de se préparer[3],
- déplacement de cadavres[4],
- intimidation de victimes pour qu'elles ne portent pas plainte ou se rétractent[5],
- déni de justice[6],
- subornation de témoin[7],
- délit de fuite[8],
- faux témoignage sous serment[9],
- outrage à magistrat[10],
- évasion de détenu et complicité d'évasion[11],
- etc.

Sont exceptés des dispositions qui précèdent, sauf en ce qui concerne les crimes commis sur les mineurs de quinze ans :
1° Les parents en ligne directe et leurs conjoints, ainsi que les frères et sœurs et leurs conjoints, de l'auteur ou du complice du crime ;
2° Le conjoint de l'auteur ou du complice du crime, ou la personne qui vit notoirement en situation maritale avec lui.
Sont également exceptées des dispositions du premier alinéa les personnes astreintes au secret dans les conditions prévues par l'article 226-13.